# Aigremont (Yvelines)
Aigremont is een gemeente in het Franse departement Yvelines (regio Île-de-France) en telt 873 inwoners (1999). De plaats maakt deel uit van het arrondissement Saint-Germain-en-Laye.

## Geografie
De oppervlakte van Aigremont bedraagt 3,0 km², de bevolkingsdichtheid is 291,0 inwoners per km².
De onderstaande kaart toont de ligging van Aigremont (Yvelines) met de belangrijkste infrastructuur en aangrenzende gemeenten.

## Demografie
Onderstaande figuur toont het verloop van het inwonertal (bron: INSEE-tellingen).